# Grallipeza amazonica
Grallipeza amazonica är en tvåvingeart som först beskrevs av Günther Enderlein 1922.  Grallipeza amazonica ingår i släktet Grallipeza och familjen skridflugor. Inga underarter finns listade i Catalogue of Life.